# شهربازی آی ام جی ورلد دبی
شهربازی آی ام جی ورلد دبی (به انگلیسی: IMG Worlds of Adventure) یک پارک سرپوشیده است که به عنوان اولین مرکز تفریحی بزرگ دبی در ۱۵ اوت ۲۰۱۶ افتتاح شده‌است.
این مجموعه در فضایی به مساحت ۱۴۰ هزار مترمربع در شهر عربی (City of Arabia) در امتداد خیابان شیخ زاید دبی توسط گروه الیاس و غلامرضا  و مصطفی گله دریGholamreza& Ilyas & Mustafa Galadari Group (IMG Group) ساخته شده‌است.

## بخش‌های مختلف
این پارک شامل ۴ بخش موضوعی مختلف است. دو بخش از آن مربوط به برندهای مشهور کارتون نتورک (Cartoon Network) و مارول (Marvel) و دو بخش دیگر آن با عنوان‌های بلوار آی ام جی و دره گمشده دایناسورها می‌باشد.